# Al-Fil

Al-Fil w kaligrafii arabskiej

Al-Fīl (arab. ‏سورة الفيل‎) – sto piąta sura Koranu. Składa się z 5 ajatów. Zaliczana jest do sur mekkańskich. Jej nazwa dosłownie oznacza „słoń” i jest aluzją do wydarzeń, które według tradycji muzułmańskiej miały się rozegrać w Arabii w roku narodzin Proroka – 570 n.e.

## Tekst

### Transkrypcja
a-lam tara kajfa amala rabbu-ka bi-ashab-i al-fil
a-lam jadż’al kajda-hum fi-tadlil-i
wa-arsala alaj-him tajr-an ababil-a
tarmi-him bi-hidżarat-in min sidżil-in
fa-dża’ala-hum ka-a’sf-in ma’kul-in

### Tłumaczenie (J. Bielawski)
Czy nie widziałeś, jak postąpił twój Pan z towarzyszami słonia?
Czy nie zniweczył ich podstępu?
Czy nie rzucił przeciwko nim ptaków lecących stadami, które obrzuciły ich kamieniami z palonej gliny?
I uczynił ich jak objedzone pole zboża.

## Kontekst historyczny
W 525 południową Arabię z Saną zajęli Etiopczycy i w 530 obalili ostatniego króla himjaryckiego imieniem Zu Nuwas, który nawrócił się na judaizm. Zu Nuwasowi przypisuje się mord chrześcijan w oazie Nadżran, których kazał palić żywcem w dołach. Aluzja do tego epizodu znajduje się w Koranie. Etiopowie byli wyznawcami chrześcijaństwa monofizyckiego. W roku 570 wicekról Jemenu, podległy królowi Abisynii, Abraha, wyprawił się w 570 przeciw Mekce. Data jest o tyle ważna, że według tradycji muzułmańskiej w roku tym, „w roku słonia”, czyli 570, miał się urodzić prorok Mahomet. W tymże roku Wahraz, wódz króla sasanidzkikiego Kisry (Chosroesa) Anuszirwana wyparł Etiopów z Jemenu i narzucił krajowi zwierzchnictwo perskie, chrześcijaństwo nestoriańskie oraz lokalną dynastię wielkorządców Zu Jazan.

## Tradycja muzułmańska

### Abraha i słoń Mahmud
"Koraniczny słoń" miał według tradycji muzułmańskiej na imię Mahmud, a "jego towarzysze" to Abraha (abisyński wicekról Jemenu) i jego żołnierze. Abraha zbudował kościół w Sanie, aby odciągnąć pielgrzymujących od Mekki (było to przed islamem!) i skierować właśnie tu, do Jemenu. Pewien człowiek z plemienia Banu Kinana dokonał defekacji w kościele w Sanie, a jego niszę modlitewną pomazał krwią pochodzącą z defloracji dziewicy. Abraha przysiągł, że w odwet za to zniszczy Al-Kabę. Jego słonie na czele z Mahmudem szły na przedzie wojsk. Ibn Hiszam w swojej sirze mówi, że naprzeciw najeźdźcom wyszedł Nufajl Ibn Habib, stanął przy słoniu, wytarmosił go za ucho i powiedział: „Klęknij, Mahmudzie lub wracaj prosto skąd przyszedłeś. Oto bowiem jesteś na świętej ziemi Boga.” Potem puścił jego ucho, słoń ukląkł, a Nufajl uciekł i schronił się w górach. Słonia bito, lecz ten nie wstawał. Kiedy obracano go w kierunku, kolejno, Jemenu (południa), Syrii (Asz-Szam, czyli północy) i wschodu (arab. 'al-maszrik') szedł, a kiedy w stronę Mekki – klękał.

### Ptaki „ababil”
Bóg miał zesłać na nich ptaki o nazwie „ababil”, które zasypały ich gradem „kamieni z palonej gliny”. Tradycja rozwija to mówiąc, że każdy został ugodzony kamieniem przeznaczonym specjalnie dla siebie, z wypisanym na nim jego imieniem, „większym od soczewicy, lecz mniejszym od grochu włoskiego”, zdolnym do przewiercenia na wylot jajka, człowieka lub słonia, i przechodzącym przez ziemię. Ibn Hiszam twierdzi, że każdy ptak trzymał 3 kamienie: dwa w szponach a jeden w dziobie. Na temat tego zdarzenia powstały liczne poematy, m.in. autorstwa Alego Ibn Abi Taliba, późniejszego kalifa (656-661).
Al-Fīl to także tytuł "sury" napisanej przez fałszywego proroka Musajlimę.